# Hartlaubvegetation

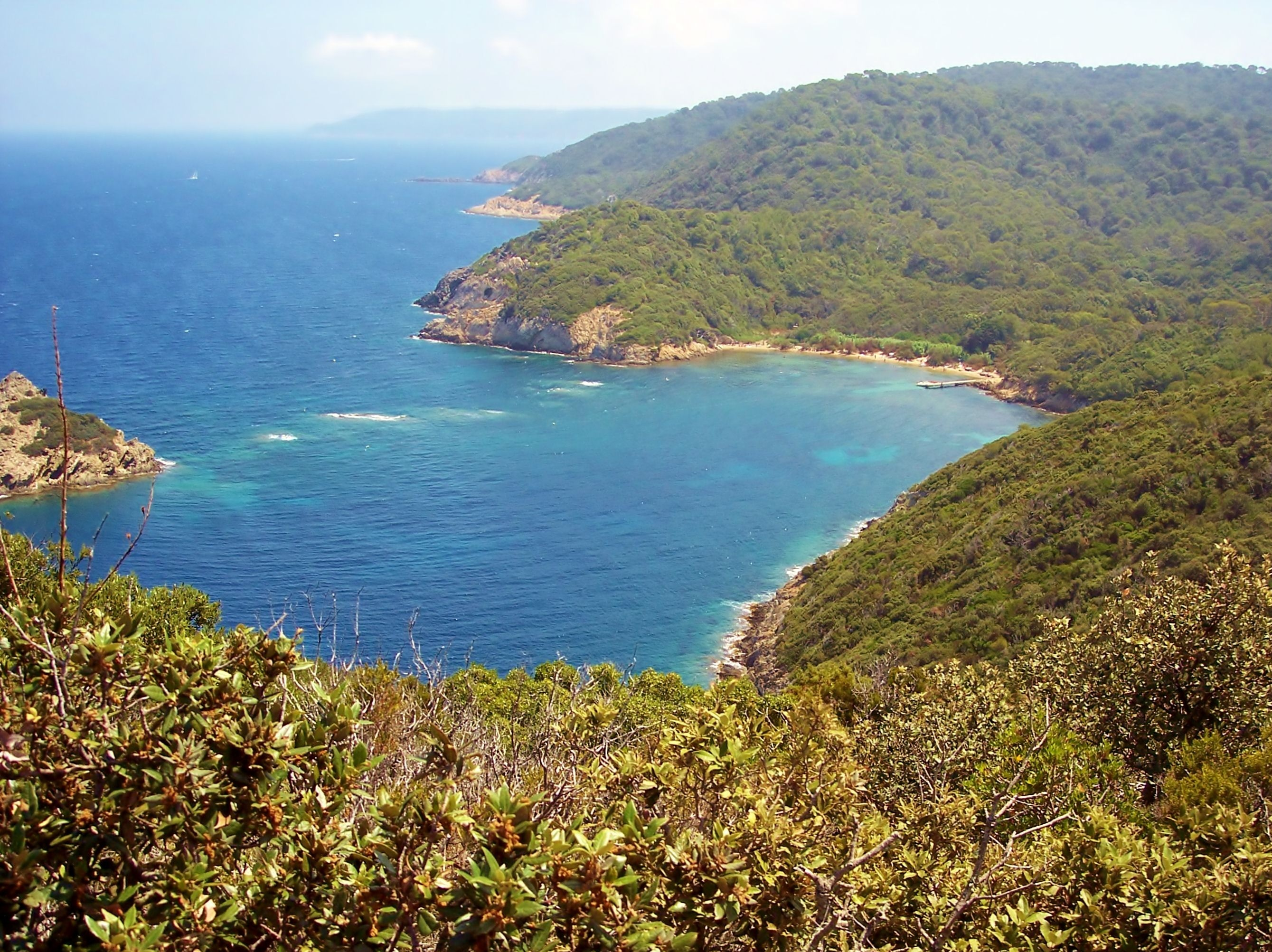
Steineichenwald auf Port-Cros, eine selten gewordene ursprüngliche Hartlaubvegetation des Mittelmeerraumes

Hartlaubvegetation ist der Oberbegriff für die immergrüne Vegetation des subtropisch-mediterranen Klimas mit winterlicher Regen- und sommerlicher Trockenzeit. Der Begriff stammt aus der Geographie und bezeichnet verallgemeinernd einen bestimmten Landschaftstyp der globalen Maßstabsebene, der im Fachjargon auch Sklerarea genannt wird.
Charakteristisch für die verschiedenen Formen der Hartlaubvegetation sind Wälder und/oder Strauchformationen, die je nach Untertyp von Hartlaubgewächsen dominiert werden. Diese Gehölze zeichnen sich durch relativ kleine, steife, ledrige und langlebige Blätter aus.

## Definition
Aus Sicht der Geobotanik (Pflanzengeographie) ist die Hartlaubvegetation ein natürlicher Vegetationstyp, der vor allem unter den Bedingungen des Klimas der Winterregengebiete entsteht. In ihrer (geozonalen) Ausdehnung gehört die Hartlaubvegetation zu den Vegetationszonen.
Aus Sicht der Ökologie gehört die Zone der Hartlaubvegetation zu den größtmöglichen (abstrakten) Ökosystemen, die zusammen die Biosphäre bilden. Sie selbst wird aus typischen Biomen oder Ökoregionen gebildet, die sich wiederum aus den zugehörigen kleinräumigen (konkreten) Bio- und Ökotopen zusammensetzen. Diese untergliedern wiederum das weltweit ausgebildete Mediterrane Zonobiom bzw. die Ökozone der winterfeuchten Subtropen.

## Verbreitung und Zustand
Die Zone der mediterranen Hartlaubvegetation liegt in den Subtropen, etwa zwischen dem 30. und 40. Breitengrad (auf der Nordhalbkugel auch bis zum 45. Breitengrad). Dabei beschränkt sich das Vorkommen auf die küstennahen Westseiten der Kontinente. Es gibt weltweit fünf voneinander isolierte Regionen der Hartlaubvegetation, in denen sich unabhängig voneinander eine vergleichbare Vegetation entwickelt hat: das Mittelmeergebiet, die Mallee Südwest- und Südostaustraliens, den Chaparral in Kalifornien, Mittelchiles Matorral und den Fynbos in Südafrika.
Die Hartlaubgebiete gehen polwärts häufig in gemäßigte Laubwälder, an den Küsten auch in gemäßigte Regenwälder und Richtung Äquator in heiße Halbwüsten oder Wüsten über.
Die mediterranen Gebiete, die eine sehr hohe Artenvielfalt aufweisen, befinden sich unter großem Nutzungsdruck durch die Bevölkerung. Dies gilt insbesondere und bereits seit der Antike für den Mittelmeerraum. Durch Übernutzung (Holzeinschlag, Beweidung, agrarische Nutzung) und häufige von Menschen verursachte Brände ist die ursprüngliche Waldvegetation zumeist in Degradationsstadien umgewandelt worden (Macchie, Garigue). Im Extremfall verschwindet die Hartlaubvegetation ganz und wird durch offene Felsheiden ersetzt.
Bezogen auf die potentielle natürliche Vegetation sind heute ca. 2 % der irdischen Landoberfläche Hartlaubgebiete. Darin enthalten sind auch einige Hartlaubgebiete kolliner Gebirgsregionen der sommerfeuchten Tropen, die näher am Äquator liegen als die mediterrane Zone – etwa die niedrigeren Randbereiche der Madrean Pine-Oak Woodlands des Mexikanischen Hochlandes zwischen 800 und 1800/2000 m oder die um 2000 m hoch gelegene Hochebenen des Asir-Gebirges am Westrand der Arabischen Halbinsel.

## Charakteristik
Die Hartlaubvegetation ist das Ergebnis einer Anpassung der Flora an die sommerliche Trockenperiode des winterfeuchten Klimas sowie in den meisten Skleraea-Biomen der Erde an regelmäßig auftretende Buschbrände. Die baumarmen Macchien und Gariguen, aber auch bestimmte feuerselektierte Eichen- und Kiefernwaldbiotope (z. B. Dehesa in Spanien oder kalifornische „Eichen-Savannen“) gehören damit zu den Feuerlandschaften.
Die ledrigen, wachsüberzogenen Blätter der immergrünen Hartlaubgewächse werden auch als „Sklerophylle“ bezeichnet (sklerophyll; Leder-, Hartblättrigkeit). Der Name Sklerophyll leitet sich vom stark entwickelten Sklerenchym der Pflanzen ab, welches für die Härte bzw. Steifheit der Blätter verantwortlich ist. Dieser Aufbau der Blätter hemmt die Transpiration und verhindert damit größere Wasserverluste während der Trockenzeiten.
Typform sklerophyller Bäume ist in der paläarktischen Florenregion die Steineiche (Quercus ilex L.).

### Klimatische Voraussetzungen
Die Hartlaubgebiete der Erde liegen in den äußeren, an die gemäßigte Zone angrenzenden Subtropen (auch warmgemäßigte Zone genannt). Dementsprechend liegen die Jahresdurchschnittstemperaturen mit 13–20 °C relativ hoch; mindestens vier Monate lang werden im Schnitt über 18 °C erreicht, acht bis zwölf Monate ist es über 10 °C und kein Monat liegt im Mittel unter 5 °C. Frost und Schnee treten nur gelegentlich auf und die Wachstumsperiode dauert länger als 150 Tage und liegt im Winterhalbjahr. Entscheidend für die Vegetation ist jedoch das subtropische Winterregenklima, das praktisch ausschließlich auf den Westseiten der Kontinente zu finden ist (daher auch Westseitenklima). Dort herrschen deutliche Temperaturunterschiede zwischen Sommer und Winter: Die Sommer sind trocken und heiß (Arides Klima) mit einer Trockenzeit von maximal sieben Monaten, mindestens jedoch zwei bis drei Monaten. Die Winter sind niederschlagsreich und kühl (Humides Klima). Die Untergrenze des moderaten Jahresniederschlages liegt bei 300, die Obergrenze bei 900 mm
Nach der effektiven Klimaklassifikation von Köppen / Geiger spricht man bei den vorgenannten Bedingungen vom Mittelmeerklima (Kürzel: CS).

### Flora
Die meisten Pflanzenarten der Hartlaubzone sind nicht nur gegen die sommerliche Dürre unempfindlich, sondern sie haben sich ebenso mit verschiedenen Strategien an häufige Brände, winterliche Starkregenfälle und Nährstoffmangel angepasst.

#### Nordhalbkugel
In der Mittelmeerregion gehören Steineiche, Korkeiche, Kermeseiche und Olive zu den typischen Hartlaubbäumen. Darüber hinaus gibt es unter den Bäumen der Vegetationszone etliche Kiefernarten. Die Strauchschicht – beziehungsweise die baumfreie Gebüschvegetation in den heute waldfreien Gebieten – weist zahlreiche Halbsträucher und Kräuter wie Zistrosen, Rosmarin, Thymian und Lavendel auf.
In Mittel- und Südkalifornien sind die Hügel an der Küste von einer Hartlaubvegetation bedeckt, die als Chaparral bezeichnet wird; die Kalifornische Steineiche ist ein typischer Baum.

#### Südhalbkugel
In Südafrika finden sich in der Kapregion mediterrane Offenwälder, die als Fynbos bezeichnet werden. Wie in Australien finden sich hier unter anderem Baumarten aus der Familie der Silberbaumgewächse. Der Reichtum an Endemiten ist so außergewöhnlich (68 % der 8600 Gefäßpflanzenarten des Gebietes), dass das südafrikanische Hartlaubgebiet als Kapflora das kleinste der sechs Florenreiche der Erde bildet.
Im Südwesten Australiens dominieren Eukalyptusbäume – besonders Jarrah (Eucalyptus marginata) und Marri (Eucalyptus calophylla) –, Silberbaumgewächse oder auch Karribäume die Mallee-Gebiete, die sich dort in den Winterregengebieten entwickelt haben.
In Chile liegt südlich der Wüstengebiete immergrünes Buschland, das Matorral genannt wird. Typische Gehölze sind hier zum Beispiel Colliguaja odorifera (Wolfsmilchgewächse), Baccharis linearis und Kageneckia oblonga.

## Nutzung, Entwicklung, Gefährdung und Naturschutz
Während die Winterregengebiete Amerikas, Südafrikas und Australiens bis zur Landnahme durch Europäer mit einer ungewöhnlich großen Vielfalt an Nahrungsmittelpflanzen optimale Sammelgebiete für Wildbeuter waren, breiteten sich im Mittelmeerraum seit der Jungsteinzeit Ackerbau und Viehzucht aus, die das Gesicht der Landschaft nachhaltig veränderten. In den küstennahen Hartlaubregionen etablierten sich Dauerkulturen wie Oliven- und Weinanbau; doch die heute prägenden Landschaftsformen der degenerierten Gebüsch- und Strauchheiden Macchie und Garigue sind vorwiegend eine Folge der Beweidung (vor allem mit Ziegen).
Im Verlauf der letzten Jahrtausende wurde die ursprüngliche Vegetation in fast allen Gebieten dieser Vegetationszone durch den Einfluss des Menschen stark verändert. Wo die Pflanzen nicht durch Weinberge und Olivenhaine ersetzt worden sind, ist ein niedriges, dichtes Buschwerk, die Macchie, die vorherrschende Vegetationsform am Mittelmeer. Die Macchien wiederum sind vielerorts zur niedrigen Strauchheide, der Garigue, degradiert. Zu beiden Vegetationsgesellschaften gehören viele Pflanzenarten, die reich an aromatischen Ölen sind.
Die Artenvielfalt (und die darüber hinausgehende Biodiversität) der ursprünglichen Hartlaubvegetation ist hoch bis enorm hoch (3000–5000 Arten pro ha). Insgesamt leben 10 % aller Pflanzenarten der Erde dort.

### WWF-Ökoregionen
Die Umweltstiftung WWF USA hat eine beispielhafte weltweite Klassifizierung nach Ökoregionen vorgenommen. Die Abgrenzungen dieser Regionen beruhen auf einer Kombination verschiedener biogeographischer Konzepte. Sie sind für die Zwecke und Ziele des Naturschutzes besonders gut geeignet.
Der Begriff Mediterranean Forests, woodlands and scrubs wird nach den WWF-Kategorien für eines von 14 Haupt-Biomen („Major habitat types“) verwendet, dem in etwa das Mediterrane Zonobiom (Warmtemperate, dürre- und episodisch frostbelastete Gebiete mit Hartlaubwäldern) entspricht. 83 Ökoregionen („Ecoregions“) untergliedern dieses Haupt-Biom.